# Do It Yourself!! -どぅー・いっと・ゆあせるふ-
『Do It Yourself!! -どぅー・いっと・ゆあせるふ-』は、DIY（＝Do It Yourself）をテーマとする、PINE JAM制作による日本のテレビアニメ作品。2022年10月から12月までテレビ東京ほかにて放送された。

## 概要
ものづくりが盛んな新潟県三条市を舞台に、6人の女子高生がDIYを通じて「未来を切り開く最初の一歩を踏み出す」といったストーリーが描かれる。2022年6月に同市で開催された「三条凧合戦」にて、メインキャラクターとメイン担当声優が発表された。
主人公のせるふの声を担当する稲垣好は、本作の舞台と同じ新潟県出身で、また本作で自身初となる主役の声を担当することとなった。
2022年9月18日には、新宿バルト9（東京都）にて第1・2話を先行上映する「オリジナルTVアニメ『Do It Yourself!! -どぅー・いっと・ゆあせるふ-』先行上映&キャストトークイベント〜どーんと1・2話やってみよう!!〜」が開催された。

## あらすじ
近未来の新潟県三条市は「ものづくり特区」となり、様々な先進技術が市内のあちこちに導入されている。市内にある「湯々（ゆーゆー）女子高等専門学校」、通称「湯専（ゆうせん）」は最先端のものづくりを学べる場として海外からも生徒が集まるエリート校。
主人公の結愛 せるふは、幼馴染みの須理出 未来（ぷりん）と共に「湯専」の入試を受けるが、ぷりんだけが合格し、せるふは不合格。滑り止めとして受けていた普通科高校「潟々（がたがた）女子高等学校、通称「潟女（がたじょ）」に入学する。
ある日の通学中、せるふは不注意から街灯に衝突して自転車が壊れて困っていたところを、通りかかった上級生に修理してもらう。彼女はDIY部の部長矢差暮 礼だった。DIY部は部員が礼ひとりになり廃部の危機にあった。ぷりんと遊ぶベンチを作りたいせるふは、DIY部の部室を覗き、そのまま入部する。
徐々に部員も増えたDIY部は秘密基地（ツリーハウスの部室）作りに挑戦する。だが材料として集めた廃材がゴミとして処分されるというトラブルが発生。計画が頓挫しそうになったが、ぷりんが一般家庭から古い家具や廃材を提供してもらうことを提案し、DIY部にも入部。材料が揃い、ツリーハウスは完成する。ぷりんは、せるふと遊ぶブランコを設計して二人で制作。DIYの楽しさを実感する。

## 登場人物
せるふ / 結愛 せるふ（ゆあ せるふ）
声 - 稲垣好
本作の主人公で、潟々女子高等学校に通うマイペースな高校1年生。
妄想癖もあり、道で転んだり、壁にぶつかったりして生傷をつくることが多い。普段からいつも顔や手足のあちこちに絆創膏を貼っており、学校の保健室にも「皆勤賞」と言われるほど毎回訪れて手当てを受けている。シャツの片側がスカートから常にはみ出しているが、身なりや寝癖がそのままであっても気にすることがない。小さいころから好奇心から工作をする度にケガが絶えないほど不器用。このため家では工作禁止令が出たほどであるが、代わりに絵を描くよう勧められ、落書きが趣味となり絵を得意としている。ツリーハウスつくりの際にはイメージスケッチを大量に描いてきたり、ジョブ子の餞別には似顔絵を描いている。
毎日自動運転のスクールバスで通学しているぷりんに対し、せるふはのんびりと自転車に乗りながら通学。ぷりんが「未来はAIによるフルオートメーション化。人間は手作業どころか、何もしなくてよくなる」に「何もしなくてよくなる未来かー。何もしなくてよくなったらー何しようかなー」とのんきにしている。毎回ケガや失敗はするものの挫けることはほとんどなく、いつも前向きな性格の持ち主である。一方で部の活動が始まると、不器用さに劣等感を抱き始め、自分が作ったアクセサリーが売れなかったのを気にしてか、ツリーハウス作りに役立つことを示すため、DIY部を自宅に招いて豚小屋や猫の爪とぎ餌台づくりの製作過程をみせる努力家。そうした姿をみている部長のくれいはベンチを完成させるときも、またツリーハウスも最後のネジの部分止め、完成の瞬間は部の活性化に努めたせるふにやらせている。
勉学に関しては学年3位に入るほどの実力者だが、テスト中に居眠りをしたためトップにはなれなかったと、たくみが指摘している。元々は湯々女子高専を受験したが落ちてしまい、潟々女子高へ入学した。
家ではペットとして犬のポチ、猫のタマ、豚のミートを飼っている。また、ぷりんが小さいころに作ってプレゼントしてくれたウィンドチャイムを今も大切に持っている。
ぷりん / 須理出 未来（すりで みく）
声 - 市ノ瀬加那
エリート校の湯々女子高等専門学校に通う高校1年生。せるふの隣の家に住む幼馴染。成績優秀者。怒ると膨れっ面になる癖から「ぷりん」（ジョブ子からはPudding）と呼ばれている。
せるふとは幼いころから仲が良く、そのころは同じ目線で向き合い遊んでいた。常にせるふのことを気にかけているが、ぷりんが自分と同じ高校に進学しなかったこと、常にマイペースな彼女に苛立ちをみせている。また高校進学後せるふが熱心にDIYに取り組む姿に対し、自分は学校ではもう3Dプリンターを使いこなし、「そっちはカビの生えた歴史の勉強」と豪語し、DIYを「カビの生えた時代遅れの代物」と強く思い込んでいることもあって、関係がぎくしゃくしている。せるふの家に招かれても、せるふが多くの動物を飼っていることから、自分が動物アレルギーであるとか理由をつけて距離を置いていた。ただし、これは距離感が掴めていないだけで、実際には歩み寄る努力を常にしている。なんだかんだで部の集まりに同行したり、ジョブ子が部に持ってきた手作りアクセサリーがぷりん作だったり、設計図にも協力したりとDIY部活動に間接的に関わっており、ツリーハウスつくりが本格化し始めるころに部の活動に本格的に参加する。
以前ふたりでベンチ式のブランコをつくる約束をしており、資材として使おうと二人の名前を刻んだネームプレートが入ったベンチの残材を大切に保管していた。ツリーハウスつくりが終わった後、ブランコづくりをふたりでやり遂げ、さらに海岸で集めた材料で思い出のアイテムであるウィンドチャイムをつくる。
くれい / 矢差暮 礼（やさく れい）
声 - 佐倉綾音
潟々女子高等学校DIY部部長を務める高校3年生。
両親がホームセンター「WAKUWAKU WANWAN」（通称「ワークワン」）を経営していることもあり、DIYについても知識が豊富で、せるふが登校中のトラブルで壊してしまった自転車のハンドルとチェーンを直したのが最初の出会い（アニメ第1話）。ホバーシューズ（自動歩行器具）で通学し、工具を常に持ち歩いている。
見た目はショートヘアでボーイッシュなスタイルだが、少女漫画を好み自宅の部屋も可愛いもの系が多い。
料理にも興味があり、部員を自宅に招いた際に自作の焼き菓子を披露したが生焼けで、せるふとたくみは食べた時に閉口してしまったが（過去には両親も同様の体験をしている）、しーにとっては美味しかったようで、残りを平らげていた。
一方で勉学の成績はあまり良くないらしく、しーから質問された時は「まぁまぁ」とごまかす。せるふを含め、DIY部のメンバーがエリートであることに呆然としていた。
たくみ / 日蔭 匠（ひかげ たくみ）
声 - 和氣あず未
潟々女子高等学校に通う引っ込み思案の少女。三つ編みに眼鏡、せるふとはクラスメートで隣の席同士。せるふから「たくみん」と呼ばれている。
せるふに誘われたことでDIY部に入部した。自身はこれまで小中通して一人で過ごしていて、みんな喜んでくれたりほめてくれたりはもとより、何か頼まれることも、誰かと一緒にということもこれまでなかった。高校生になって仲良くなったせるふに誘われたのが嬉しく、またDIY部を体験段階でDIY部の看板づくりを任され、その出来栄えが大いに喜ばれると、それがうれしくて帰り道すがら入部することを叫んで伝えるが、部長のくれいやせるふはもう入部しているものと勘違いされていた。
DIYでは小さなタイルを丁寧に貼るなど細かい地道な作業が得意であり、人一倍ある集中力で、周囲がうるさくしても気にならず、黙々と作業をこなしている。作業するときは三角巾をしている。部長の実家であるDIYショップでもらってきた古いエプロンをアレンジするなど、デザインや発想力にも長けていて、行き詰った時の窮地を救うこともしばしばである。
勉学では学年一位の秀才である。
しー / 幸希 心（こうき こころ）
声 - 高橋花林
湯々女子高等専門学校に通っている、ぷりんの同級生。ぷりんのことは「須理出っち」と呼んでいる。
東南アジアにある広大な敷地を持つ裕福な家庭の娘として育ち、治子とは幼少時からの付き合いがある。日本名である理由については作中では言及がない。
相手が初対面であっても非常にフレンドリーな性格で、語尾に「ニャー」とつける猫っぽい言動をする。また海外から湯専に入学しているだけあり、成績も悪くない。自身のハイテク技能もけっこう備わっており、後述する潟女へ向かう方法として学校の窓セキュリティを解除したり、湯専の校内にある3Dプリンターをアクセサリーづくりに使うためにセキュリティを切ったりして、プリンターのある部屋に忍び込むほど。
以前から湯専校舎の窓から見下ろせる位置にある潟女DIY部の部室とその活動に興味を持っており、しばしば活動を眺めていた。5話でDIY部の外部部員になる。運動神経がよく、部へは湯専校舎の窓から伝ってやってくる。入部しに来た時も天井窓から侵入してきた。そうした姿をみるジョブ子からはくノ一とも。このため、ツリーハウス初期の仕事ではツリーハウスの土台設置といった高所の作業を担当した。二の腕に大きな力こぶを作れるほど筋力もあり、力仕事もこなす。DIY部について、実家には居場所が見つかったと電話している。
学外の部外者で目立つことを避けるためか、DIY部での活動中は、湯々女子高等専門学校の生徒でありながら、潟々女子高等学校の制服を着用しているように見えるが、公式設定資料集によればこれは制服ではなく、自前でこしらえた潟々女子高等学校の制服に似たそれっぽい服とされている。
ジョブ子 / ジュリエット・クイーン・エリザベス8世
声 - 大森日雅
12歳の天才留学生および高校生。父が有名IT企業で社長を務めていることから、高い最先端技術の知識を持つ。故郷では母親とDIYを経験していたため、せるふよりも知識や技能は遥かに上でDIY体験を誘ったせるふを逆に教えるほど。ブラックカードの持ち主でもあり、金の力で通そうとする時もあるが、他の部員に止められている。1学期の間だけの短期留学。
最初はDIYをぷりんと同じくカビの生えた「時代遅れ」とバカにしていたことから、くれいからは嫌われ対立していた。しかしそれは、慣れない土地で目的とは別の学校に留学してしまい（後述）、かつ周囲が年上という孤独感からくるものであった。なんだかんだと理由をつけて部室に顔を出していたり毎日一人寂しく過ごしていたためなかば無理やり引き込まれ、くれいの許しもあり、留学終了までの間だけ一時的に部員となる（アニメ第3話）。
日本語の会話は堪能だが読み書きは苦手で、本来はぷりんと同じ湯々女子高等専門学校に留学するはずであったが、留学手続きをするための書類に、学校名の「湯」と「潟」の漢字を間違えて記入してしまっていたことから潟々女子高等学校に書類が受理されてしまった。留学初日は湯専の制服を着てチャーターしたヘリで湯専の屋上へリポートに降り立つも、潟女に受理されたことを知り湯専正門からリムジンで潟女へと向かう。日本語の書き問題が苦手で国語の成績は振るわないが、それ以外は学年トップクラスでせるふに次ぐ4位の好成績。
あだ名の由来は自身が「Good Job（グッジョブ）」と発言したことで、せるふに提案されたことによる。
来日前に母親は亡くなっており、ふさぎ込むことが増えていた父親から距離を置こうとしたのも留学の理由。来日してしばらくはホテル住まいだったが一人で過ごす寂しさと飽きから、せるふ宅を訪れた時に知り合ったぷりんの家の屋根裏に半ば強引に居候する。居候条件として家賃と食費は日本円で月一万円、自身が開発した未発表の便利アプリをぷりんのタブレットにインストールするという話で釣り、ぷりんからは湯専の授業内容を見せてもらい本来の留学目的を少しでも果たそうとした。AR（拡張現実）でインテリアを置いたらどうなるか見れるなどのアプリを駆使して自身とせるふ、ぷりんらで屋根裏を改装した。寝床のハンモックのほかに忍者アニメに影響を受けて掛け軸、忍者グッズで装飾している。引っ越し祝いの食事には食べてみたかったおはぎをリクエストした。
けがの手当てのために訪れた保健室で治子からもらった酢昆布を気に入り、帰国の際の餞別には治子やぷりんの母からダース入りパックでプレゼントされていたほど。初登校時は隣の湯専のヘリポートからヘリコプターで降り立ち、以後はリムジンで通学していたが、須理出家に居候してからは電動一輪車で通学している。
ツリーハウスづくりでは設計図作成を担当。ただし経験がないにもかかわらず自信満々に大口を叩いて引き受けたため、結局は弱音を吐いてぷりんに手伝ってもらう。過去に母親とツリーハウスを作っており、そのときの図面をもとにCADや仕様をいちから勉強しながら設計図完成にこぎつけた。
1学期が終わって帰るころには部にすっかり馴染んでいたため、帰る際には辛くなるからと見送りは断り、独りで空港まで行く。ぷりんの母の計らいで、改装したジョブ子の寝床はいつでも帰ってこられるようにそのままにしている。
法華津 治子（ほけつ はるこ）
声 - かかずゆみ
DIY部のOGで現顧問。普段は保健室にいる養護教諭。酢昆布が大好き。
東北地方の豪商の娘で、しーの両親がビジネスで来日した時は毎回しーの世話をしていた。
部の顧問として海水浴場や危険な作業などにも付き添う。集めた廃材が手違いで処分されてしまったときも、「少しは顧問らしいことをさせてください」とOGを頼って材料を大量に差配するなど、実際には部の活動運営にも積極的に関わっている。
せるふの母
声 - 井上喜久子
せるふに似てマイペース。一方で「（不運を考えれば）あと三回くらい着替えが必要だろう」と、娘の不運を読む鋭い一面を持つ。肉料理、しかも豚肉を使った料理をよく作っていて、その度にせるふの飼い豚であるミートを震え上がらせているほか、背油ラーメン、三条カレーラーメンなど、三条市名物の料理も食卓に出している。
ぷりんの母
声 - 水野理紗
厳しそうでいて、ジョブ子の同居をあっさり認めたりもする、不思議な女性。キャリアウーマンで海外出張もあるらしく、家を留守にすることも多い。
しーの母
声 - 明坂聡美
高貴な家柄で、おてんばに育った娘を心配している。
くれいの父
声 - 志村知幸
ホームセンター「ワークワン（WAKUWAKU WANWAN）」の専務。DIY部には協力的で道具や不要になった材料など提供。またDIY部で工作した商品を売るため店内に売り場を設置している。ツリーハウスつくりの際のツリーアタッチメントボルト打ち込みは「プロの手を借りる」必要があるとして、出動しボルト打ち込みをこなす。
くれいの母
声 - 小若和郁那
ホームセンター「ワークワン」の店長。くれい父とともに、ツリーアタッチメントボルト打ち込みの手助けを行いに部へやってくる。
木戸間先生
声 - 劉セイラ
英語の教師。アニメではせるふのクラスの授業風景はすべて木戸間の授業風景が描かれている。ツリーハウスが完成すると遠目から「Congratulations～」と呟く。
くらげさん
声 - 郷田ほづみ
ぷりんの家にあるAI搭載小型ロボット。名前通りクラゲっぽいデザインをしている。
人間並みの知能を持つが、言動がおっさん臭い。そのせいか、ぷりんからの扱いは少し悪い。
新しいOSをインストールしてほしいと懇願すると、最終話でOSが変更されて口調が変わり、性格も落ち着いたものになった。
三代目J・ソウル・ミート
声 - 和氣あず未(匠と兼任)
せるふのペットのミニブタ。サングラスをかけている。
結愛家では、殆ど毎日夕食に豚肉料理が出るため、その度に恐怖で震え上がっている。

## 舞台・用語など
三条市
物語のモデルになっている新潟県の実在都市であるが、アニメではものづくり特区となっており、住宅街の空中を宅配ドローンが飛び交うなど今よりも少しだけテクノロジーが進んだ世界を表している。燕三条トライク前や一ノ木戸商店街、せるふとぷりんが小さいころに遊んでいた滑り台のある八幡公園、素材集めに訪れた野積海水浴場（長岡市寺泊地区に所在）、笹団子とカネギフルーツのフルーツサンドなどが登場する。
せるふの家とぷりんの家
2人の家は隣同士であり、ものづくり特区後に造成された高台のニュータウンにあり、せるふの家よりもぷりんの家の方がやや高みにある。お互いの部屋の窓の高さは同じくらいで、窓越しにぷりんがせるふの部屋をのぞいたり、窓越しに会話したりすることもしばしば。せるふの家は瓦屋根で2階建の木造普通家屋で、せるふの部屋にはトロフィーが幾つか飾られている。ベッドは高段ベッドになっており、下を物置きにしている。ぷりんの家は門やキーロックがオートメーション化されており、玄関が顔認証で開けるタイプ（ただしジョブ子にはセキュリティを破られて侵入されている）。ぷりんの部屋はロフトのような天井スペースがあるので、ジョブ子が借りていた。
潟々女子高等学校（潟女）と湯々女子高等専門学校（湯専）
せるふらが通う地域では一般的なレベルの普通科高校である「潟女」とぷりんとしーが通い最先端の事柄が学習でき、エリート校である「湯専」は対照的に描かれており、学校の規模が圧倒的に大きい湯専の立地は潟女を囲むようになっており、また湯専校舎が高層建物なので、しばしば潟女周辺はビル風に曝されている。湯専にいるぷりんやしーは潟女のせるふやDIY部を窓から見下ろす構図になる。実際事あるごとにせるふやDIY部が気になるぷりんやしーはよく彼女らの活動を窓から眺めていた。湯専入口は駅の改札のようにセキュリティゲート式で、自動走行のスクールバスが運行している。
制服は湯専が緑色のネクタイ、潟女が赤色の棒タイである。
DIY部
潟女校舎裏のスペースにある木造小屋を部室にして活動している。この部室は初代の部員が建てたもの。せるふが入部時は部長のくれいしか部員がいなかったが、現顧問の治子が学生時代に所属していたころは部室に全部員が入りきらないくらいの大所帯な部活であり、皆楽しみながら活動していた。また卒業生らは現在でもDIYを続けているとし、治子の手配でツリーハウスづくりに不足の材料を2tトラック1台分供給してくれた。
部室外にはスキー板で作ったベンチがあり、部室内は工具が充実し、大きな木製のテーブルが置かれる。
せるふが来るまで部員が部長だけであったので、廃部の危機に瀕していた。またたくみんには物置だと思われていた。DIY部の看板も消えかけていたため、たくみんが見事なタイル細工のDIY作業で仕上げ、入部のきっかけにもなる。1学期終了段階で正式部員数が部としての条件を満たさない3人となったために部としての活動が出来なくなることが確定するが、「学校から部費が出ないだけ」としてアクセサリーの売り上げなどを活動資金として活動自体は継続していくことになる。
くれい部長の方針で、部の活動費と自身の金はきちんと区別させているため、裕福な家庭に育ち結構な額を自由に使える立場にあるジョブ子やしーが部の危機に際ししばしば自費を提供しようとするのを制止している。
秘密基地（ツリーハウス）
DIY部部室の前に剥製キツツキが飾られている大木があり、部員勧誘などを目的として計画した。
ゴミ置き場に置かれた処分予定の机を分解したり、木製パレット廃材をもらってきたりして材料を確保するが、これらをゴミ置き場に一時保管していたので、集めたそれら資材は手違いで捨てられてしまい、解体した思い出のベンチの廃材をヒントにぷりんの提案で普通のお宅から材料を、また『ひまわりの少女』をヒントに他生徒に材料提供を募るチラシやポスターを制作して、材料を集めなおした。部費は8万円支給されるが、ツリーアタッチメントボルト購入のために12万～13万円必要なので、活動資金のためのアクセサリー作り素材集めに海へ繰り出した。
実際に作り始めると屋根材が足りなかったので、部室の床と壁板、棚板を剥がして活用。入口上にはたくみんが作ったひまわりを描いたステンドグラスをはめ、海岸で集めた貝で製作したランプ、ジョブ子が作った棚が設置されている。完成すると渡り廊下から姿が見えるので、ツリーハウス完成したのか注目され、実際2人体験入部に訪れている。
WAKUWAKUWANWAN（ワークワン）とくれいの実家
くれいの両親が営む、犬のマスコットがロゴマークのDIYショップ。単独店だが品ぞろえが豊富で、セルフ工作スペースも用意している。くれいの父がワークワン専務、母が店長（社長）を務める。特設コーナーを設けて、アクセサリーなど部で制作したものを販売した。近所のおばあちゃんたちが来客され、アクセサリー購入や材料提供など部の活動にも協力的。
店舗に近接する実家は普通の日本家屋であるが、くれいの部屋は非常に可愛いく仕上げてありまたDIYで作った物も色々と備えている。ウッドデッキの屋内外作業場もあり、DIY作業が行える。
ひまわりの少女たち
「角山文庫」から出版されている文庫とコミカライズされたコミックスが刊行されている。通称「ひま少」。園芸部が舞台で廃部危機に瀕した部の活動を描いた物語。
くれいとたくみんの愛読書で、くれいが漫画を、たくみんが両方を愛読。ひま少のことになると普段はおとなしいたくみんが饒舌に語るようになる。原作小説とコミックスでは細かいところが違うので、たくみん曰く両方読むとより物語とキャラクターに深みが増すという。くれいによると、DIY部の活動がひま少の物語展開に似ているらしい。ジョブ子の餞別に部長がコミックス、たくみんが原作小説を全巻プレゼント。

## スタッフ
- 原作 - IMAGO、エイベックス・ピクチャーズ[7]
- 監督 - 米田和弘[7]
- シリーズ構成・脚本 - 筆安一幸[7]
- キャラクターデザイン - 松尾祐輔[7]
- プロップデザイン - 米森雄紀、加藤けえ[12]
- DIYデザイン・監修・指導 - スワロ
- 美術監督・設定 - 岡本有香[7]
- 色彩設計 - 坂上康治[7]
- 撮影監督 - 浅黄康裕[7]
- CGIディレクター - 江田恵一
- 編集 - 定松剛[7]
- 音響監督 - 郷田ほづみ[7]
- 音楽 - 佐高陵平（Hifumi, inc.）[7]
- 音楽制作 - エイベックス・ピクチャーズ、テレビ東京ミュージック
- 音楽プロデューサー - 倉島洋一
- プロデューサー - 岩瀬智彦、福田浩平、裴衍杰（すてっぷ1）・黄晶磊（すてっぷ2）、吉田健人、平原唯灯、渡瀬昌太、大和田智之、伊比寿志
- アニメーションプロデューサー - 向峠和喜
- 制作 - PINE JAM[7]
- オフィシャルパートナー - 株式会社高儀[7][注 1]
- オフィシャルサポーター - 三条市[7]
- 製作 - DIY!!製作委員会[7]

## 主題歌
「どきどきアイデアをよろしく！」
潟女DIY部!!（稲垣好、市ノ瀬加那、佐倉綾音、和氣あず未、高橋花林、大森日雅）によるオープニングテーマ。作詞・作曲は佐高陵平。
「続く話」
せるふとぷりん（稲垣好、市ノ瀬加那）によるエンディングテーマ。作詞・作曲は佐高陵平。

## 評価
クランチロール・アニメアワード2024において、最優秀オリジナルアニメ賞、最優秀日常系作品賞にノミネートされた。

## 各話リスト
| 話数       | サブタイトル                                                                   | 絵コンテ          | 演出       | 作画監督                                                                              | 初放送日       |
| ---------- | ------------------------------------------------------------------------------ | ----------------- | ---------- | ------------------------------------------------------------------------------------- | -------------- |
| すてっぷ1  | DIYって、どー・いう・やつ？                                                    | 米田和弘          | 米田和弘   | 松尾祐輔                                                                              | 2022年 10月6日 |
| すてっぷ2  | DIYって、だれかと・いっしょに・やるってこと？                                  | 笹木信作          | ソガメグミ | 江畑諒真 茂木海渡 新井博慧                                                            | 10月13日       |
| すてっぷ3  | DIYって、どうして・いきなり・やってきた？                                      | 奥田佳子          | 奥田佳子   | 今岡律之                                                                              | 10月20日       |
| すてっぷ4  | DIYって、どこでも・いごこち・よくなるよ                                        | 米森雄紀          | 米森雄紀   | 米森雄紀                                                                              | 10月27日       |
| すてっぷ5  | DIYって、どこかに・いばしょが・ようやく                                        | 伊礼えり          | 伊礼えり   | 新井博慧                                                                              | 11月3日        |
| すてっぷ6  | DIYって、どうでも・いいもの・やくにたつ！                                      | 安藤尚也          | 安藤尚也   | 松尾祐輔                                                                              | 11月10日       |
| すてっぷ7  | DIYって、ぢめぢめしてたら・いえで・やればいいね                                | 岩瀧智            | 安藤貴史   | Maring Song 片出健太 福永智子                                                         | 11月17日       |
| すてっぷ8  | DIYって、できない？・いいえ！・やれますとも！                                  | かたくり 徳本善信 | 木村佳嗣   | みやち 上原史之 福永智子 住本悦子 佐々木貴宏                                          | 11月24日       |
| すてっぷ9  | DIYって、どっきり？・いがい！・よていがい！                                    | ソガメグミ        | ソガメグミ | 上原史之 加藤けえ                                                                     | 12月1日        |
| すてっぷ10 | DIYって、どんぞこ？・いんぽっしぶる？ ・ゆうきとやるきがあればなんでもできる！ | 笹木信作          | 中込健人   | 吉田南 茂木海渡 福永智子 片出健太                                                     | 12月8日        |
| すてっぷ11 | DIYって、どぅー・いっと・ゆあせるふ！                                          | 佐竹秀幸          | 佐竹秀幸   | 茂木海渡 保村成 住本悦子 山内遼 今岡律之                                              | 12月15日       |
| すてっぷ12 | DIYって、どんなときも・いつまでも・ゆうじょう！                                | 米田和弘          | 中込健人   | 上原史之 福永智子 住本悦子 監物ケビン雄太 Maring Song 吉田南 村木智彦 保村成 加藤けえ | 12月22日       |

## 放送局
| 放送期間                 | 放送時間                     | 放送局            | 対象地域   | 備考                                            |
| ------------------------ | ---------------------------- | ----------------- | ---------- | ----------------------------------------------- |
| 2022年10月6日 - 12月22日 | 木曜 0:00 - 0:30（水曜深夜） | テレビ東京        | 関東広域圏 | 製作参加 / 字幕放送                             |
|                          | 木曜 21:30 - 22:00           | AT-X              | 日本全域   | 製作参加 / CS放送 / 字幕放送 / リピート放送あり |
|                          | 木曜 22:30 - 23:00           | BS11              | 日本全域   | 製作参加 / BS放送 / 「ANIME+」枠                |
| 2022年10月9日 - 12月25日 | 日曜 9:30 - 10:00            | NST新潟総合テレビ | 新潟県     | 製作参加 / 本局分のみ株式会社高儀もスポンサー   |

インターネットでは最速放送終了後より、アニメタイムズ、dTV、Amazon Prime Video、dアニメストア、ABEMA、U-NEXT、アニメ放題、J:COMオンデマンド、みるプラス、TELASA、auスマートパスプレミアム、バンダイチャンネル、Hulu、ひかりTV、FOD、ニコニコチャンネル、GYAO!、Paravi、DMM.com、ビデオマーケット、Rakuten TV、Google Play、YouTube、HAPPY!動画、クランクイン!ビデオ、iTSCOMオンデマンド、マンガUP!にて配信。

## Blu-ray
| 巻 | 発売日                                           | 収録話          | 規格品番   | 規格品番   |
| 巻 | 発売日                                           | 収録話          | 限定版     | 通常版     |
| -- | ------------------------------------------------ | --------------- | ---------- | ---------- |
| 1  | 2022年12月23日（通常版） 2023年2月24日（限定版） | 第1話 - 第3話   | EYXA-13930 | EYXA-13931 |
| 2  | 2023年1月27日                                    | 第4話 - 第6話   | -          | EYXA-13932 |
| 3  | 2023年2月24日                                    | 第7話 - 第9話   | -          | EYXA-13933 |
| 4  | 2023年3月24日                                    | 第10話 - 第12話 | -          | EYXA-13934 |

## 漫画
『マンガUP!』（スクウェア・エニックス）にて2022年10月5日より連載。作画はこゆびたべる。
- IMAGO、DIY!!製作委員会（原作） / こゆびたべる（漫画）『Do It Yourself!! -どぅー・いっと・ゆあせるふ-』スクウェア・エニックス〈ガンガンコミックスUP!〉、全3巻
  1. 2022年11月7日発売[27]、ISBN 978-4-7575-8234-7
  2. 2023年3月7日発売[28]、ISBN 978-4-7575-8438-9
  3. 2023年8月7日発売[29]、ISBN 978-4-7575-8716-8

## Webラジオ
せるふ役の声優の稲垣好による『Do It Your Radio!!』が、2022年10月16日から2023年1月8日まで音泉にて隔週日曜日に配信された。
ゲスト
- 第1回：市ノ瀬加那（ぷりん 役）
- 第2回：大森日雅（ジョブ子 役）
- 第3回：和氣あず未（たくみ 役）
- 第4回：井上喜久子（せるふの母 役）
- 第5回：高橋花林（しー 役）
- 第6回：佐倉綾音（くれい 役）
- 第7回：市ノ瀬加那（ぷりん 役）

## テレビドラマ
『DIY!! -どぅー・いっと・ゆあせるふ-』のタイトルで、2023年7月5日（4日深夜）から8月30日（29日深夜）まで毎日放送・TBSの「ドラマイズム」枠にて放送された。主演は上村ひなの。

### テレビドラマ化にあたっての変更点
- 時代設定がアニメの近未来から2023年の三条市に変更され、「くらげさん」は自走できないスマートスピーカ「ジェリー」に変更されるなど現代では実現しえないツールは登場していない。
- STEP5ではアニメにはないオリジナルストーリーとして、演劇部の舞台美術の設計・組み立てに協力するエピソードが挿入された[32]。
- ツリーハウスは樹上ではなく、地面に柱を立て、立木を柱の一部として利用した高床式のものになっている。また部員を手伝う大人はくれいの両親から顧問の法華津に変更されている。
- しーの東南アジア人設定が無くなり（作中で一切言及されない）、ジョブ子の留学期間は不明だが2学期以降も継続されるものとなっており、1学期限りの短期部員ではなく正規の部員となっている。
- 法華津とジョブ子の好物として登場する酢昆布は、アニメでは都こんぶのパッケージを想起させる赤い箱に入った架空の製品「スこんぶ」であったものが中野物産の協力により「中野の都こんぶ」が登場する。
- ジョブ子が当初留学中の宿泊先としていたのはホテルから三条市下田地区にある温泉旅館「越後長野温泉 嵐渓荘」に変更、移動に使用していたリムジンは、三条市のタクシー会社である日の丸観光タクシーが貸切車両として所有するクライスラー・300初代モデルがベースのストレッチ・リムジンが使用された。

### キャスト（テレビドラマ）

#### 潟々女子高等学校
（通称：潟女）
結愛せるふ / せるふ
演 - 上村ひなの（日向坂46）（幼少期：高取青依良）
潟女1年生。おっとりしていて生傷が絶えず保健室の常連だが、創造力豊か。通学自転車のハンドルをくれいに直してもらったのをきっかけにDIY部に入部する。
矢差暮礼 / くれい
演 - 森山晃帆
潟女DIY部部長。部員が自分ひとりになっていたが、せるふたちの入部でツリーハウス作りにチャレンジする。
日蔭匠 / たくみ
演 - 平澤宏々路
せるふのクラスメイト。弁当作りが得意。STEP2でDIY部に入部する。
ジュリエット・クイーン・エリザベス8世 / ジョブ子
演 - 太田しずく
アメリカから潟女に来た12歳の留学生。世界的IT企業の娘。ぷりんの家にホームステイする。

#### 湯々女子高等専門学校
（通称：湯専）
須理出未来 / ぷりん
演 - 野口衣織（=LOVE）（幼少期：児島百那）
湯専1年生。せるふの隣人で幼馴染み。自宅にはクラゲ型のAIロボット・ジェリー（声 - 郷田ほづみ）がいる。STEP6で外部部員としてDIY部に加入。
幸希心 / しー
演 - 菊地麻衣
湯専1年生。STEP1から登場し、ぷりんにはメカトロ実験室の授業で声をかけている。力持ちが自慢。両親が治子の友人で小さいころから治子と交流がある。STEP4で外部部員としてDIY部に加入。

#### 周辺人物
法華津治子
演 - 三津谷葉子（23年前、16歳時：上村ひなの）
潟女の養護教諭。DIY部の顧問で、学生時代は自身も部員だった。最終話では自ら工具を手にしてタブを打ち込む。
せるふの母
演 - 紺野まひる
くれいの父
演 - 酒井康行
ホームセンター「WAKUWAKU WANWAN」の専務。
ジョブ子の母
演 - KATE J
蜷川りょう
演 - 汐谷友希
潟女演劇部の部長。
紅林さくら
演 - 小越春花（NGT48）
潟女演劇部の部員。
岸井彩奈
演 - 本間日陽（NGT48）
潟女演劇部の部員。
板野真夏
演 - 関めぐみ（23年前：野口衣織）
学生時代の治子の先輩で、DIY部の初代部長。
23年前のアッキー
演 - 森山晃帆
23年前のふゆゆ
演 - 平澤宏々路
23年前のツユ子
演 - 太田しずく
23年前のしゅりん
演 - 菊地麻衣

### スタッフ（テレビドラマ）
- 原作 - オリジナルTVアニメ『Do It Yourself!! -どぅー・いっと・ゆあせるふ-』（IMAGO / avex pictures）[34]
- 脚本 - 中村允俊[34]
- オープニング主題歌 - 黒子首「カナヅチ」（トイズファクトリー）[35]
- エンディング主題歌 - こはならむ「Attitude」（avex trax）[35]
- 監督 - 吉野主[34]
- 音楽 - 宇波拓
- DIY指導 - SWARO（スワロ）
- 特別協力 - 髙儀
- 撮影協力 - 燕三条フィルムコミッション、三条市立下田中学校、三条市立大学
- 協力 - 三条市、三条商工会議所、コロナ、三条信用金庫
- プロデューサー - 菅原大樹（エイベックス・ピクチャーズ）、越川道夫（murmur）[34]
- 企画協力 - 岩瀬智彦（エイベックス・ピクチャーズ）[34]
- 制作プロダクション - murmur
- 製作著作 - TVドラマ「DIY!! -どぅー・いっと・ゆあせるふ-」製作委員会

### 放送日程
| 話数  | 放送日  |
| ----- | ------- |
| STEP1 | 7月05日 |
| STEP2 | 7月12日 |
| STEP3 | 7月19日 |
| STEP4 | 7月26日 |
| STEP5 | 8月02日 |
| STEP6 | 8月09日 |
| STEP7 | 8月16日 |
| STEP8 | 8月30日 |

- STEP2は前日放送の火曜ドラマ『18/40〜ふたりなら夢も恋も〜』（22時 - 23時12分）の拡大放送に伴い15分繰り下げられ、25時43分から26時13分に放送された。
- STEP4以降、TBSテレビの放送時間は1:30 - 2:00に変更。
- 8月23日は『世界陸上ブダペスト大会』の放送のため休止。

### ネット局
| 放送期間                | 放送時間                     | 放送局      | 対象地域   | 備考         |
| ----------------------- | ---------------------------- | ----------- | ---------- | ------------ |
| 2023年7月5日 - 8月30日  | 水曜 0:59 - 1:29（火曜深夜） | 毎日放送    | 近畿広域圏 | 製作局       |
|                         | 水曜 1:28 - 1:58（火曜深夜   | TBSテレビ   | 関東広域圏 |              |
| 2023年7月18日 - 9月12日 | 火曜 1:28 - 1:58（月曜深夜） | IBC岩手放送 | 岩手県     |              |
|                         | 火曜 1:55 - 2:25（月曜深夜） | RKB毎日放送 | 福岡県     |              |
| 2023年7月22日 - 9月23日 | 土曜 17:00 - 17:30           | 新潟放送    | 新潟県     | 作品の舞台地 |

### ネット配信
| 配信開始月 | 配信サイト    | 配信料金     | 備考       |
| ---------- | ------------- | ------------ | ---------- |
| 2023年7月  | MBS動画イズム | 広告付き無料 | 見逃し配信 |
| 2023年7月  | TVer          | 広告付き無料 | 見逃し配信 |
| 2023年7月  | Hulu          | 定額制有料   |            |

| 毎日放送・TBS ドラマイズム         | 毎日放送・TBS ドラマイズム         | 毎日放送・TBS ドラマイズム |
| 前番組                             | 番組名                             | 次番組                     |
| ---------------------------------- | ---------------------------------- | -------------------------- |
| 明日、私は誰かのカノジョ シーズン2 | DIY!! -どぅー・いっと・ゆあせるふ- | 灰色の乙女                 |

## コラボレーション
ホームセンターのコーナンが放送期間中に各店舗で一定額の購入者へオリジナルのクリアファイルやノートを配布した。
三条市にある日の丸観光タクシーが、2022年12月からトヨタ・コンフォートタクシー3台の側面ドア下部に「Do It Yourself!!」のラッピングを施したタクシーを運行していた。当初2023年3月までの予定だったが、同年8月まで延長の後、更に2024年8月まで再延長された。
作中にも登場する同市の一ノ木戸商店街は、2023年2月から2024年9月までの間、期間を区切り参加店や賞品を変更しながらスタンプラリーを実施した。
一ノ木戸商店街にあるハンバーガー店を運営する株式会社TREEが、商店街を訪問するファン向けのサービス拠点として「DIYファンベース」を2023年4月に開店した。上記スタンプラリーの景品交換所や案内所、作品公式グッズや作中に登場した高儀製品の販売などを行っている。
アニメのオフィシャルパートナーでありドラマの特別協力である株式会社高儀は、ホームセンター関連業種の展示会「JAPAN DIY HOMECENTER SHOW」に出展した自社ブースにおいて本作とのコラボ品として2022年は番宣ポスターイラストをあしらったうちわ、2023年はDIY部員が同社新製品の電動工具を使用する新規イラストのうちわとステッカーを配布した。更にこの新規イラストは2024年1月には同社の年賀挨拶スポットCMにも使用され、NST新潟総合テレビで放送された。